# Sint-Jacobuskerk (Rüdesheim)
De Sint-Jacobuskerk is de rooms-katholieke parochiekerk van Rüdesheim am Rhein, Hessen.

## Geschiedenis

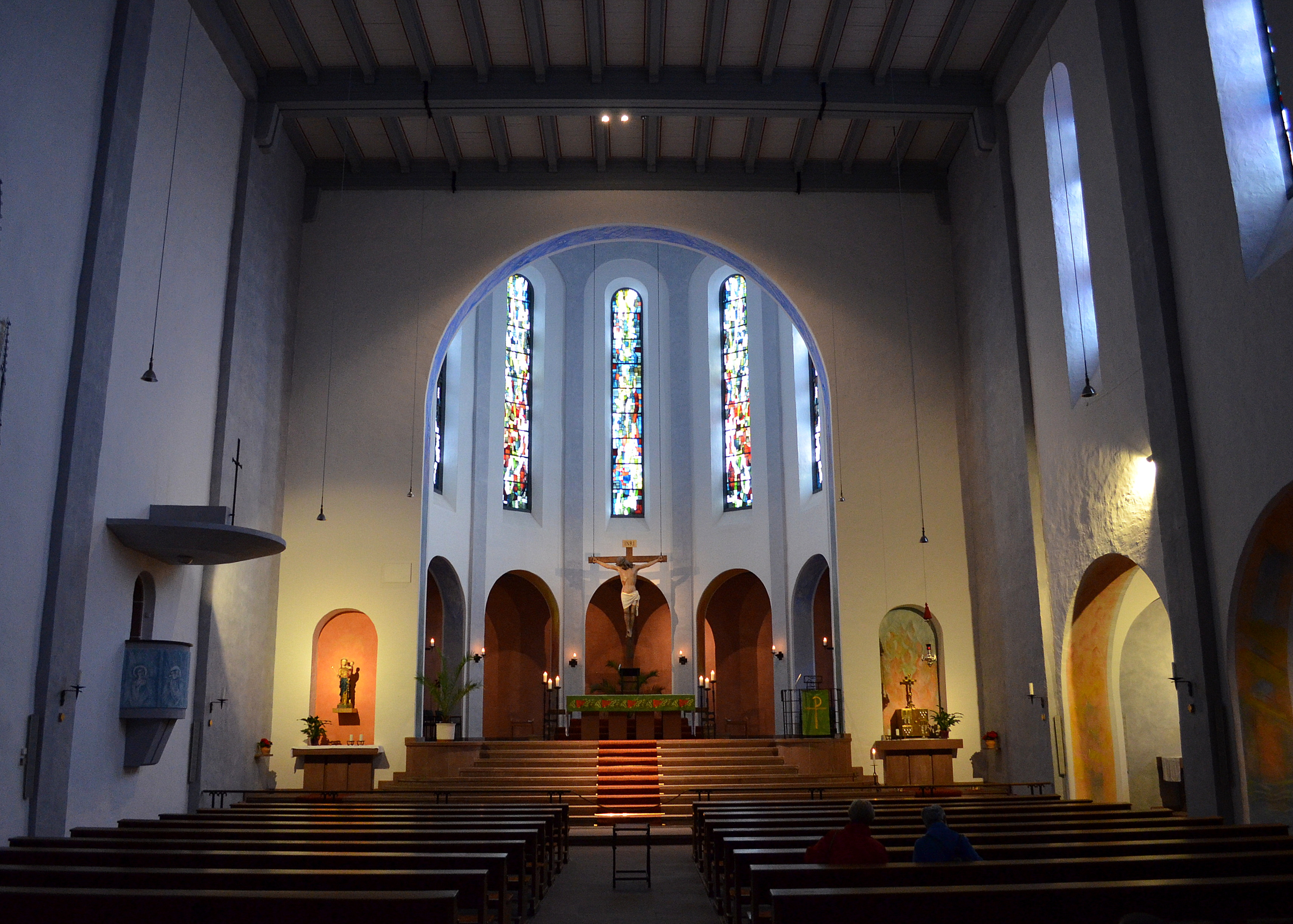
Rüdesheim, Sint-Jacobuskerk, interieur

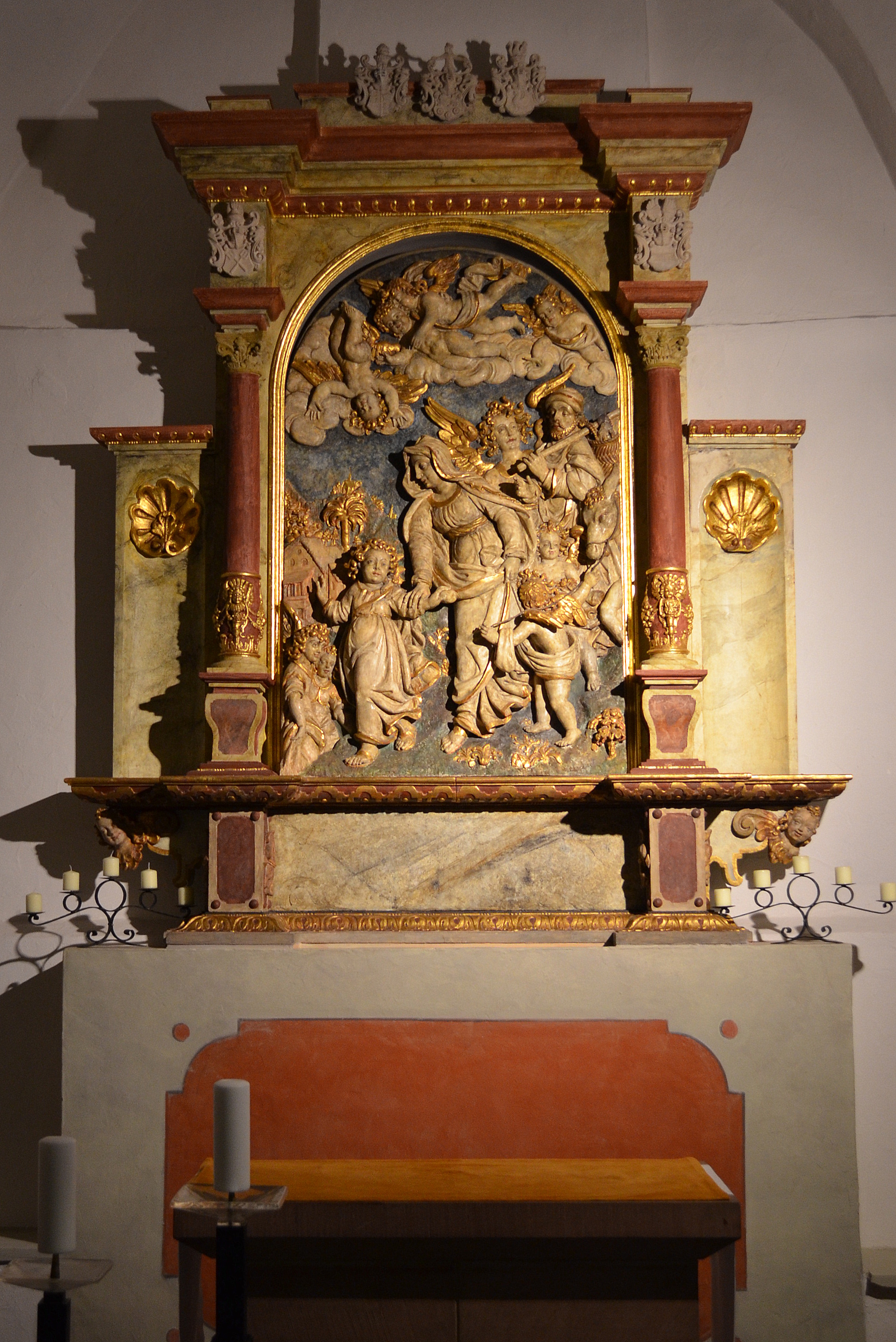
Rüdesheim, Sint-Jacobuskerk, Maria-altaar (circa 1600)

De oudste bouwdelen van de kerk zijn te vinden in de onderste verdieping van de ten noorden van de kerk gelegen toren. De vroegromaanse kapel dateert uit de 12e eeuw.
Het kerkgebouw werd omstreeks 1400 als een lange zaalkerk opgericht. Het aanbrengen van gewelven vond in 1489 plaats, gelijktijdig met de aanbouw van het noordelijke zijschip. In 1912 werd de kerk naar het oosten en zuiden vergroot. 
Op 25 november 1944 werd Rüdesheim zwaar getroffen door geallieerde bombardementen, waarbij meer dan 200 burgers het leven lieten en een groot deel van de historische binnenstad werd vernietigd. De Jacobuskerk brandde tijdens de aanvallen uit en een groot deel van de oude inrichting ging daarbij voor immer verloren. De dag staat in Rüdesheim  bekend (naar de op die datum vereerde noodhelpster Catharina van Alexandrië) onder de naam Katharinentag.  
Van 1946 tot 1956 werd de kerk in gewijzigde vorm herbouwd en in 1959 kreeg de toren weer een spits.

## Inrichting
- Het Maria-altaar uit 1600 van zandsteen met een reliëf dat de terugkeer van de Heilige Familie uit Jeruzalem toont.
- Een grafmonument uit 1597 voor Heinrich Engelhard Brömser. Brömser wordt liggend uitgebeeld.
- Een epitaaf uit de 16e eeuw.

Het orgel werd in 1964 door de orgelbouwfirma Wagenbach uit Limburg gebouwd. Het instrument had oorspronkelijk 40 registers, verdeeld over drie manualen en pedaal. In 1975 volgde er een wijziging van de dispositie. Het orgel werd in 1996 gerenoveerd en vergroot. Tegenwoordig bezit het sleeplade-instrument 45 registers op drie manualen en pedaal. De speel- en registertracturen zijn elektrisch.  